# تشيسكي دراهي
تشيسكي دراهي (بالعربيية: السكك الحديدية التشيكية )، غالبًا ما يتم اختصارها إلى (ČD) ، هي مشغل السكك الحديدية الرئيسي في جمهورية التشيك الذي يقدم الخدمات الإقليمية والمسافات الطويلة.
تأسست الشركة في يناير 1993، بعد وقت قصير من تفكك تشيكوسلوفاكيا ، خلفًا لسكك حديد تشيكوسلوفاكيا الحكومية . وهي عضو في الاتحاد الدولي للسكك الحديدية ( رمز البلد UIC لجمهورية التشيك هو 54)، ومجتمع شركات السكك الحديدية والبنية التحتية الأوروبية ، ومنظمة التعاون في مجال السكك الحديدية . مع حجم عمالة يصل إلى أربعة وعشرين ألف موظف  تعد مجموعة تشيسكي دراهي خامس أكبر شركة تشيكية من حيث عدد الموظفين.